# London Philharmonic Choir
Il London Philharmonic Choir (LPC) è uno dei più importanti cori britannici indipendenti del Regno Unito, con sede a Londra. Il patrono è la principessa Alexandra, l'Onorevole Lady Ogilvy e Sir Mark Elder è il Presidente. Il coro, composto da più di 200 membri, detiene lo status di beneficenza ed è governato da un comitato di 10 amministratori eletti. Come ente di beneficenza, i suoi obiettivi sono quelli di promuovere, migliorare, sviluppare e mantenere l'educazione all'apprezzamento dell'arte e della scienza della musica con la presentazione di concerti pubblici.

## Storia

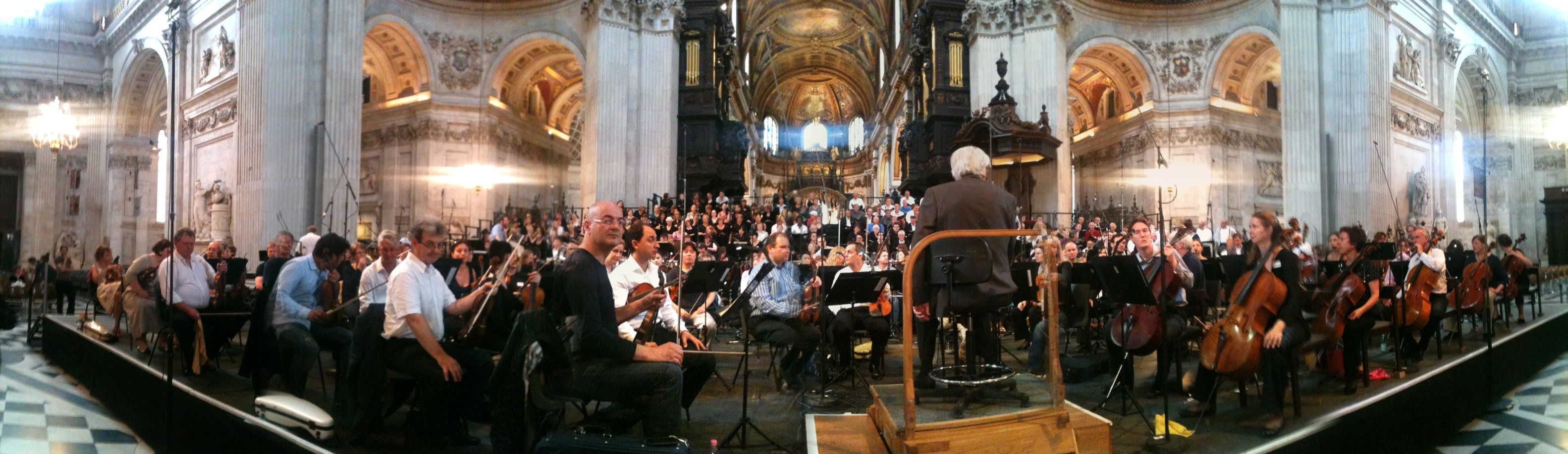
Sir Colin Davis in rehearsal at St Paul's Cathedral with the London Symphony Orchestra, the London Symphony Chorus, the London Philharmonic Choir and tenor Barry Banks. The performance of the Berlioz Requiem was broadcast live on BBC Radio 3

L'LPC fu costituito nel 1946 con Frederic Jackson come Maestro del Coro, per la London Philharmonic Orchestra (LPO). Il 15 maggio 1947 il coro fece il suo debutto con una esecuzione della Nona Sinfonia di Beethoven alla Royal Albert Hall sotto la direzione di Victor de Sabata. La loro prima registrazione fu la Sinfonia di Salmi di Igor Stravinsky con la LPO nel 1947, seguita dalla prima trasmissione radiofonica di Vaughan Williams Sancta Civitas e lo Stabat Mater di Verdi nel marzo 1948, con la BBC Symphony Orchestra. Nel corso della permanenza in carica di Jackson (1947-1969) il coro ha lavorato a stretto contatto con la LPO e con importanti direttori e solisti dell'epoca, tra i quali Sir Adrian Boult, Eduard van Beinum, Dame Janet Baker, Peter Pears e Kathleen Ferrier. Nonostante i tagli ai finanziamenti all'LPO nel 1950, il coro ha mantenuto il lavoro venendo assunto da altre orchestre. Verso la metà degli anni 1960 gli standard delle prestazioni dell'LPC stavano scadendo e Jackson fu invitato ad andare in pensione. Il suo successore, John Alldis migliorò gli standard del coro ed inoltre incoraggiò l'esecuzione di opere contemporanee, come Star clusters, Nebulae and Places in Devon di David Bedford. Il coro ha lavorato con Bernard Haitink e Sir John Pritchard durante il loro periodo come direttori principali della LPO nel 1970. Una celebre registrazione del LPC chiamata Suoni di gloria nel 1976, ora commercializzata come Praise - 18 Choral Masterpieces, è diventata la registrazione del coro fino ad oggi più venduta. Nel 1979, l'LPC ha intrapreso il suo primo tour all'estero per la Germania.
Nel 1982 Richard Cooke succedette ad Alldis come Maestro del coro e poté osservare il coro attraverso un decennio produttivo. Nel 1984 il coro fu registrato come un ente di beneficenza. Il coro ha fatto esecuzioni sotto Georg Solti e Klaus Tennstedt che erano i due principali direttori della LPO di quel decennio. Il LPC continuò sempre ad effettuare tour all'estero. Una famosa registrazione con Tennstedt della Ottava Sinfonia di Mahler ha vinto un premio nel 1987. Tuttavia i primi anni 1990 furono molto agitati per la LPO e LPC poiché la recessione finanziaria e dimissioni alla LPO crearono un clima di incertezza, mentre c'era un po' di stampa contraria alla nomina di Franz Welser-Möst come Direttore principale. Cooke si dimise nel 1991, in parte a causa del rapporto di lavoro teso con Welser-Möst ed anche per le controversie tra il coro e l'amministrazione della LPO. La LPO nominò Jeremy Jackman come successivo Maestro del coro nel 1992. Tuttavia, visto che difficoltà del coro erano ampiamente pubblicizzate, i livelli di adesione esistenti diminuirono e il reclutamento di nuovi soci diventò una sfida. Jackman si dimise nel 1994 dopo solo due stagioni al timone.
Neville Creed divenne il successivo Maestro del Coro (1994-oggi). Il suo entusiasmo contribuì a ricostruire il morale e il senso di appartenenza. Nel 1996, alla fine del mandato Welser-Möst, la LPC divenne autonomo dopo essere stato staccato dal libro paga della LPO. Durante questo periodo cupo, il coro poté comunque garantire concerti con altre orchestre di Londra e con le istituzioni di promozione delle arti come la IMG Artists e Raymond Gubbay per il contributo finanziario tanto necessario. Nel corso del tempo gli standard di prestazioni del coro, la sua visibilità e reputazione migliorarono. Alla fine, i rapporti con la LPO si ristabilirono in un reciproco rispetto e buona volontà ed il LPC ottenne il diritto di prelazione per la maggior parte dei progetti corali futuri con la LPO. Nel 1997 il coro ha celebrato il suo 50º anniversario con un concerto alla Albert Hall, cui hanno partecipato la principessa Alexandra e Ursula Vaughan Williams. Nel 2002 il coro ha adottato una nuova costituzione ed è diventato un ente di beneficenza con la tutela giuridica di una società a responsabilità limitata. Per il loro 60º anniversario nel 2007, fu pubblicato il libro Hallelujah! una storia informale del London Philharmonic Choir. L'LPC continua a lavorare a stretto contatto con il direttore principale della LPO Vladimir Jurowski (2007-oggi) e il Direttore Principale Ospite Yannick Nézet-Séguin (2009-oggi).

## Organizzazione
L'LPC è un coro indipendente di volontari a voci miste, in possesso della qualifica di ente di beneficenza. Il coro, pur essendo radicato nella tradizione corale inglese, svolge anche un vasto repertorio di stili e linguaggi diversi. Lo scopo del coro è quello di eseguire grandi opere corali standard professionali, fornendo al tempo stesso una rete sociale accogliente per i suoi membri. Come ente di beneficenza, i suoi obiettivi sono quelli di promuovere, migliorare, sviluppare e mantenere l'educazione all'apprezzamento del l'arte e della scienza della musica con la presentazione di concerti pubblici. Il coro ha anche lo scopo di incoraggiare e sostenere per il bene pubblico tutte le forme d'arte, in particolare ma non esclusivamente quelle che coinvolgono la musica, tra le altre attività culturali ed educative, al fine di renderle più accessibili al grande pubblico.

### Coro
Il coro è composto da un gruppo di oltre 200 membri che vanno da studenti universitari, in età lavorativa fino ai pensionati. Ci sono quattro sezioni vocali; basso, tenore, contralto e soprano. Ogni sezione vocale è suddivisa in voci superiori e inferiori. Il coro accetta anche donne tenori e contralti maschi come membri. Ogni sezione ha un rappresentante di voce che gestisce i membri, annota le presenze e siede in comitato.
Tutti i membri sono volontari ed ogni membro viene sottoposto a un provino prima di essere ammesso. I membri che superano l'audizione pagano un abbonamento di £ 25 una tantum. Non vi è alcuna quota di iscrizione annuale. I membri esistenti sono nuovamente ascoltati ogni 1 o 3 anni con il coro.
Il coro fa le prove il lunedì e/o il mercoledì sera a seconda del progetto in corso e la sede delle prove è normalmente presso la Chiesa Metodista di Hinde Street.

### Comitato
Il comitato è composto da membri del coro e sono responsabili della gestione del coro e del collegamento con la London Philharmonic Orchestra e di altre organizzazioni. Il comitato è diviso in un Consiglio di Amministrazione che è composto dal Presidente, Segretario, Tesoriere, Manager del Coro, Segretario appartenenza, Rappresentanti di voce e Bibliotecario.
I ricavi derivano dalla sottoscrizione iniziale, dalle donazioni e, soprattutto, dagli impegni concertistici. Il Direttore Artistico e l'accompagnatore sono posizioni pagate. Il Direttore Artistico mantiene inoltre ex officio una posizione nel comitato.

### Patroni
| - 1996–attualmente La Principessa Alexandra, l'Onorevole Lady Ogilvy |

### Presidenti
| - 1983–96 Klaus Tennstedt - 1996–2014 Sir Roger Norrington - 2014-attuale Sir Mark Elder |

### Maestri del coro[3]
| - 1947–69 Frederic Jackson - Maggio–Settembre 1968 Russell Burgess, Vice Maestro del Coro - 1969–82 John Alldis - 1982–91 Richard Cooke | - 1992–94 Jeremy Jackman - 1994–attuale Neville Creed, Direttore Artistico - 2003–08 Matthew Rowe, Direttore Associato del Coro |

### Chairmen[4]
| - 1946–47 Victoria Spenser Wilkinson - 1947 Neville Rogers - 1947–55 Victoria Spenser Wilkinson - 1955–61 Frank J. Wheeler - 1961–68 Christopher (P.C.) Roscoe | - 1968–69 Frank J. Wheeler - 1969–70 David R. Anderson - 1970–72 Daniel Snowman - 1972–77 Vey Roberts - 1977–84 Anthony Shillingford | - 1984–87 Vincent Evans - 1987–92 Aidan Jones - 1992–96 Nigel Grieve - 1996–99 Jane Hanson - 1999–2002 John Peirce | - 2002–08 Peter Taylor - 2008–13 Mary Moore - 2013–14 Andrew Mackie - 2014–attuale Ian Frost |

## Ere del Coro

### Era Jackson (1947-1969)
L'LPC è stato costituito nel dicembre 1946 da ex membri del Coro Filarmonico (fondato nel 1919 da Charles Kennedy Scott e si sciolsero nel 1939 all'inizio della seconda guerra mondiale e della London Philharmonic Orchestra. Il maestro del coro designato era il professor Frederic Jackson poiché Charles Kennedy Scott non era in grado di riprendere la direzione. Questa alleanza rese il London Philharmonic Choir il primo grande coro di Londra ad essere collegato a una delle grandi orchestre indipendenti di Londra.
Negli anni della fondazione, il coro era composto da cantanti dilettanti e professionisti, questi ultimi erano pagati una somma di dieci scellini e sei pence per ogni sessione di prova. I membri amatoriali pagavano la quota associativa annuale di una ghinea. Il coro iniziò anche un tesseramento mettendo un annuncio nel numero di febbraio 1947 de The Musical Times. Nel marzo 1947, dopo aver reclutato più di 300 membri, iniziarono le prove il mercoledì sera presso la Westminster Cathedral Hall.
Il coro fece il suo debutto il 15 maggio 1947, con una esecuzione della Nona Sinfonia di Beethoven con l'LPO diretta da Victor de Sabata alla Royal Albert Hall. La prima registrazione del coro fu la Sinfonia di Salmi di Igor Stravinsky nel 1947 sotto Ernest Ansermet. Questa fu seguita dalla loro prima trasmissione radiofonica di Sancta Civitas di Vaughan Williams e dello Stabat Mater di Verdi nel marzo 1948 con la BBC Symphony Orchestra (BBCSO) sotto Sir Adrian Boult. Un altro primato per il coro fu l'esecuzione a The Proms nel mese di agosto 1952 della Sinfonia di Salmi di Stravinskij con la LPO diretta da Basil Cameron alla Royal Albert Hall.
Nei primi anni 1950 la LPO era in difficoltà finanziarie, perché il finanziamento del London County Council era stato interrotto. Nonostante la fedeltà della LPO al coro, la crisi finanziaria condusse ad un inferiore utilizzo del coro in questo periodo. Il consiglio della LPO riportava "... a causa del numero di coristi professionisti, il costo per mettere su un concerto con il Coro era diventato così gravoso che era difficile mantenere la sua partecipazione". Jackson ora veniva pagato per ogni impegno, piuttosto che con uno stipendio fisso. Il consiglio della LPO concordò anche "che, all'occasione, nessuna obiezione avrebbe potuto essere mossa se il coro avesse trovato lavoro per conto proprio, a condizione che facesse riferimento alla LPO prima di accettare ogni impegno". Nel 1958 la quota associativa annuale del coro fu portata a una sterlina e dieci scellini come mezzo per mantenere i fondi per l'amministrazione. Questo fu ulteriormente aumentato nel 1959 a £ 3, dato che il coro era ora responsabile della remunerazione del Maestro del Coro.
Il LPC proseguì la sua collaborazione con la LPO fino a tutti gli anni 1960. Nella primavera del 1967 Bernard Haitink fu nominato direttore principale della LPO e nella prima stagione sotto il suo regno, la LPC eseguì la Spring Symphony di Britten, la Messa in mi minore di Bruckner e la Resurrection Symphony di Mahler. Nel marzo del 1968 il coro fece la sua prima trasmissione televisiva: una esecuzione del Sogno di Gerontius di Elgar nella Cattedrale di Canterbury con la LPO diretta da Sir Adrian Boult con i solisti Peter Pears, Dame Janet Baker e John Shirley-Quirk. La produzione fu diretta da Brian Large per la BBC e trasmessa a colori.colour.
Tuttavia alla fine del 1960 il consiglio LPO era insoddisfatto per il calo di qualità delle esecuzioni del LPC e implicitamente, di Jackson. Il ritiro di Jackson come Maestro del Coro fu annunciato nel maggio del 1969, "... dopo 21 anni a causa della pressione di altri impegni ...". John Alldis, che era stato Maestro del Coro Fondatore del London Symphony Chorus (LSC), gli succedette come Maestro del Coro del LPC quello stesso anno.
Frederic Jackson morì il 10 febbraio 1972 durante la direzione del Requiem di Verdi alla Royal Academy of Music. Aveva 67 anni.

### Era Alldis (1969-1982)
L'arrivo di John Alldis favorì una nuova era per il LPC. Il comitato fu ristrutturato con l'aggiunta di rappresentanti della sezione vocale. La quota di iscrizione annuale del coro venne inoltre abolita. Le prove furono trasferite allo Bishopsgate Institute perché Alldis preferiva la sua acustica. Il reclutamento di nuovi membri iniziò quasi subito con pubblicità e l'invito da parte dei membri esistenti. Alldis anche riprovinò gli attuali membri del LPC per mantenere gli standard. Alcuni ex membri del LSC fedeli ad Alldis lo seguirono al LPC. Una nuova recluta che si unì come tenore nel 1972 fu David Temple. È ora il direttore d'orchestra e direttore musicale del Coro Crouch End Festival. David era stato invitato a diventare direttore musicale del Crouch End Arts Festival nel 1984 da John Gregson, suo direttore e suo collega tenore del LPC. Insieme fondarono il Crouch End Festival Chorus quell'anno. Fu in questo momento che Malcolm Hicks entrò come accompagnatore e Vice Maestro del coro.
Insieme al mantenimento di un alto livello di prestazioni con il repertorio corale standard, Alldis incoraggiato anche il coro ad affrontare opere contemporanee come Star Clusters, Nebulae and Places in Devon di David Bedford, che era stato commissionato per il LPC e gli ottoni della LPO ed era stato presentato in anteprima il 7 marzo 1971 alla Royal Festival Hall. Un'altra esecuzione di un'opera contemporanea avvenne nel mese di agosto 1972, quando furono presentate le Cantate Laetantes Alleluia di David Rowland al Carnevale Internazionale del Suono Sperimentale - ICES-72 - nella the Roundhouse a Chalk Farm.
L'LPC ha fatto esecuzioni con importanti solisti classici del decennio. Tra questi, Kiri Te Kanawa, Heather Harper, Sheila Armstrong, Margaret Price, Norma Procter, Helen Watts, Peter Pears, Richard Lewis, Robert Tear, John Carol Case, John Shirley-Quirk, Norman Bailey e Raimund Herincx.
Nel 1976, il coro registrò Sounds of Glory che è una raccolta di inni e canzoni per coro e orchestra per l'uso in spot televisivi e simili. L'incisione è ora venduta col titolo Praise - 18 Choral Masterpieces ed è diventato l'album più venduto per coro fino ad oggi. Nel 1979, il coro ha intrapreso il suo primo tour europeo, a Wilhelmshaven nel nord della Germania, eseguendo la Messa in mi minore di Bruckner con il complesso di fiati locale. Questo tour era stato organizzato tramite i contatti di un membro del coro come parte del festival annuale di musica di Wilhelmshaven Wochenende an der Jade.
Dopo 13 anni come maestro del coro della LPC, Alldis si ritirò nel 1982, l'anno del giubileo d'oro della LPO.
John Alldis è morto il 20 dicembre 2010. Aveva 81 anni.

### Era Cooke (1982–1991)
Il successore di Alldis fu Richard Cooke, che assunse la carica il 10 marzo 1982. Il 12 marzo 1984 il coro si adeguò alle norme della Charity Commission e un mese più tardi divenne un ente di beneficenza.
Durante il 1980 le registrazioni divenneroi meno frequenti perché la maggior parte dell'offerta proveniva da formazioni professionali. Tuttavia il coro cantò regolarmente sotto la direzione di direttori come Sir Georg Solti e Klaus Tennstedt. Le opportunità per i tour divennero più comuni; nel 1985, ad esempio, il coro visitò l'Italia con Tennstedt, eseguendo la Nona di Beethoven a Perugia e Pompei. Tennstedt divenne il primo presidente del coro quando iniziò il suo incarico come Direttore Principale della LPO e direttore artistico nel 1983. Fu con Tennstedt che il coro registrò l'Ottava Sinfonia di Mahler insieme con il coro dei ragazzi della Scuola Tiffin e con la LPO per la EMI nel 1987. Questa registrazione vinse l'Orchestral Record of the Year Award del Gramophone Magazine nel 1987. Tennstedt si ritirò dalla LPO nel 1987 per motivi di salute, avendo sempre nutrito un buon rapporto con Cooke e la LPC durante il suo mandato. Nel 1988 i membri del coro indossarono gli abiti dei monaci durante la loro esecuzione della première del concerto britannico dell'opera di 5 ore di Olivier Messiaen, Saint François d'Assise (San Francesco d'Assisi), alla Royal Festival Hall diretta da Kent Nagano, una performance che poi ripresero a Lione.
Nel 1990 la LPO nominò Franz Welser-Möst direttore principale. Nello stesso anno la LPO divenne la prima orchestra "residente" del South Bank (il complesso artistico che comprende la Royal Festival Hall). Ciò permise alla LPO (e al suo coro) di avere la prima scelta di date, prove e repertorio. Nel 1991, Tennstedt diresse la LPC e la LPO in tre esecuzioni della Ottava Sinfonia di Mahler alla Royal Festival Hall alle quali partecipò la nipote di Mahler, Anna.
La recessione economica degli anni 1990 è stato un periodo turbolento per le arti in Gran Bretagna. Dimissioni di alto livello presso la Direzione della LPO hanno favorito la tensione e l'incertezza per la LPO e LPC. Inoltre Welser-Möst non era innamorato del coro, preferendo quello che definiva un suono più continentale. Inevitabilmente il rapporto di lavoro era teso tra Cooke e Welser-Möst. Nel mese di agosto 1991, dopo una esecuzione a The Proms della Nona Sinfonia di Beethoven diretti da Tennstedt, Cooke concluse il suo impegno con la LPC.
Richard Cooke è ora direttore musicale della Royal Choral Society.

### Era Jackman (1992-1994)
La LPO nominò Jeremy Jackman, un ex membro dei King's Singers, come prossimo Maestro del coro alla fine del 1991, effettivo a partire dal 1992. La LPO non aveva programmato concerti che coinvolgessero il LPC nella stagione 1992/93 per concedere al coro il tempo di riorganizzarsi. Con la partenza di Cooke, alcuni membri del LPC, incerti sul futuro del coro, se ne disertarono verso altri cori con conseguente diminuzione dei membri. Il reclutamento fu reso ancora più impegnativo perché le difficoltà del coro erano state ampiamente pubblicizzate. Nonostante questa battuta d'arresto, Jackman e il coro un po' frammentato lavorarono duramente per ottenere risultati decenti per la Nona di Beethoven con Tennstedt, la Glagolitic Mass di Janáček con Jiří Bělohlávek e La Creazione di Haydn con Sir Roger Norrington. Nel marzo 1994 Jackman rassegnò le sue dimissioni dopo aver lavorato con il coro solo per due stagioni concertistiche. Alla fine del 1994, dopo mesi di ricerche e audizioni, la LPO nominò infine Neville Creed come prossimo Maestro del coro del LPC.
Jeremy Jackman è ora Direttore Musicale dell'English Baroque Choir, il Cecilian Singers a Leicester, ed i Jay Singers nel Norfolk. Dà anche corsi di perfezionamento di musica e laboratorio.

### Era Creed (1994–attuale)

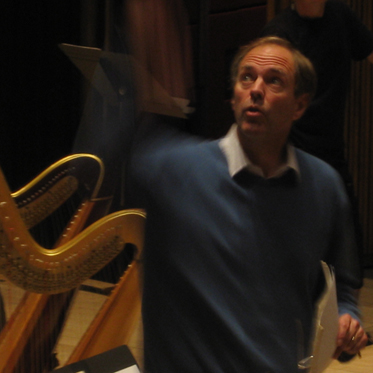
Neville Creed istruisce il coro, durante la prova generale della Sinfonia della Resurrezione di Mahler alla Royal Festival Hall il 25 settembre 2009.

Neville Creed era l'ex capo della musica alla Tiffin School e direttore dei cori Bournemouth e Guildford. Ha collaborato con il LPC preparando il Tiffin Boys' Choir per la registrazione della Ottava Sinfonia di Mahler, nel 1987. Suo fratello, Marcus Creed, è anch'egli un noto direttore inglese, ora stabilito in Germania. L'entusiasmo e la guida di Creed permisero al LPC di intraprendere un'operazione di tesseramento e di ricostruire il morale. Il coro fu in grado di dare prestazioni lodevoli con la LPO alla Royal Festival Hall nella stagione concertistica 1994/1995 della LPO con i Requiem di Britten e Verdi diretti da Welser-Möst, i concerti di Berlioz sotto Norrington, la Nona di Beethoven e il Te Deum di Bruckner con Haitink e due rappresentazioni dell'Aida di Verdi con Zubin Mehta.
Tuttavia le condizioni economiche prevalenti nel campo delle arti in Gran Bretagna significava che le orchestre erano sempre sotto crescenti tensioni finanziarie. Da quando Franz Welser-Möst era andato via nel 1996, la LPC cessò di essere sul libro paga della LPO e divenne autonomo. Questo significava che il coro aveva bisogno di mantenere una qualche forma di stabilità finanziaria mentre i concerti appoggiati dalla LPO non erano più garantiti. L'obiettivo principale del coro era quello di migliorare il suo standard di canto corale in quanto se avesse dovuto sopravvivere solo con la propria reputazione, la sua attuale qualità non era sufficiente per aderire ad eventuali impegni. Il coro iniziò ad avvicinarsi e ad esibirsi con altre orchestre come la Royal Philharmonic Orchestra, la London Symphony Orchestra e la Philharmonia Orchestra. Il coro inoltre cercava attivamente altri impegni di organizzazioni artistiche attraverso le reti conosciute dai singoli membri del coro, come la IMG Artists (Hampton Court Music Festiva) e Raymond Gubbay (Classical Spectacular concerts). I membri del LPC probabilmente hanno anche aumentato altri cori più grandi e le loro rispettive orchestre, come la Royal Choral Society o la London Symphony Chorus se era necessaria una grande forza per un particolare spettacolo. Alla fine il rapporto tra la LPO e LPC si stabilizzò in un mutuo rispetto e buona volontà. Il coro dava ora il diritto di prelazione ai progetti corali futuri che coinvolgevano la LPO.
Nel 1996, La Principessa Alexandra, l'Onorevole Lady Ogilvy accettò l'invito del coro di diventare il suo primo Patrono. Nello stesso anno Sir Roger Norrington divenne il secondo presidente del coro. Nel 1997 il LPC celebrò il suo 50º anniversario con una esecuzione di Sea Symphony di Ralph Vaughan Williams alla Royal Albert Hall diretta da Neville Creed, con la partecipazione della Principessa Alexandra e Ursula Vaughan Williams.
Nel 2002 il coro adottò una nuova costituzione e diventò un ente di beneficenza con la tutela giuridica di una società a responsabilità limitata. Nel 2003 il ruolo di Neville Creed cambiò da Maestro del Coro a Direttore Artistico. Questo gli permise di avere voce in capitolo su quale tipo di programmazione del coro fosse da intraprendere. Tuttavia, gli impegni crescenti di Creed come Direttore delle Attività Culturali alla St Edward's School a Oxford, portò alla nomina di Matthew Rowe come Direttore Associato del Coro per lavorare a fianco di Creed.
Il 2004 e il 2005 videro un numero eccezionale di tour ed esecuzioni di grande prestigio per i membri del LPC. Nel gennaio 2004, Rowe preparò e accompagnò il LPC per eseguire la Sinfonia della Resurrezione di Mahler (ed eseguire l'anteprima dell'Abraham di John Harbison)  alla presenza di Papa Giovanni Paolo II in Vaticano. Per questo "Concerto Papale della Riconciliazione", il LPC fu unito con il Coro Polifonico di Stato di Ankara, il Coro Filarmonico di Cracovia, i membri del Mendelssohn Choir di Pittsburgh e la Orchestra Sinfonica di Pittsburgh, diretta da Gilbert Levine. Nel mese di aprile il coro cantò La Creazione di Haydn a Hong Kong, tornando ad eseguire La damnation de Faust con Mark Elder a Londra e la Sinfonia della Resurrezione di Mahler con la Philharmonia Orchestra, diretta da Esa-Pekka Salonen a Parigi e alla Royal Festival Hall. Altri spettacoli quell'anno compresero la Glagolitic Mass (giugno), The Eternal Gospel di Janáček e la Terza Sinfonia di Mahler (luglio), La Damnation de Faust e i Carmina Burana (ottobre), A Sea Symphony (novembre) e Christmas classics di Raymond Gubbay e la Nona di Beethoven (dicembre).
Solo nel 2005 il coro ha fatto un tour di sei paesi a partire dalla Grecia nel mese di gennaio, Malaysia e Australia nel mese di giugno, Germania nel mese di luglio, Svizzera nel mese di settembre e, infine, l'Italia nel mese di novembre. Nel maggio 2005 il coro ha eseguito il War Requiem di Britten con la LPO diretto da Kurt Masur. Questo concerto, l'ultimo prima della chiusura della Royal Festival Hall per lavori di ristrutturazione, ha segnato il 60º anniversario della fine della Seconda Guerra Mondiale in Europa ed è stato registrato dalla LPO per l'etichetta di CD recentemente lanciato dell'orchestra. Il LPC ha celebrato il suo 60º anniversario nel maggio 2007, con un concerto corale alla Queen Elizabeth Hall. Questo evento ha anche coinciso con il lancio del libro Hallelujah! Una storia informale del London Philharmonic Choir, il cui autore, Daniel Snowman, è membro del coro di lunga data.
Nel giugno 2007, la Royal Festival Hall fu riaperta dopo una completa ristrutturazione. Il LPC partecipò al concerto di apertura di gala; uno dei punti forti del concerto era una nuova composizione celebrativa, Alleluia, dal compositore. e membro della sezione bassi del LPC, Julian Anderson. Nel settembre 2007, come parte del suo costante impegno come ente di beneficenza, il LPC fu reso partecipe con il suo primo Sindaco di Londra alla Prova Aperta presso l'Istituto Bishopsgate.
Nel luglio 2008 Rowe preparò il coro per il Doctor Who Prom alla Royal Albert Hall, con la BBC Philharmonic, sotto la direzione di Stephen Bell e Ben Foster. I solisti erano Melanie Pappenheim e Tim Phillips. Prese anche impegni non relativi al LPC, come essere il mentore a Katie Derham nella produzione di Maestro della BBC 2, trasmesso nel mese di agosto e settembre 2008. Dopo 6 anni Rowe lasciò il LPC alla fine del 2008 per assumere la posizione di direttore della Symphony Orchestra Scuola di Musica e Danza dell'Università statale di San Diego nel gennaio 2009. Creed tornò pienamente al suo incarico come direttore artistico e il ruolo di direttore di Coro Associato divenne ridondante.
Con il successo del Doctor Who Prom del 2008, il coro fu invitato ad esibirsi nel "Evolution!" Prom nell'agosto 2009, eseguendo l'Hekla Op. 52 di Jón Leifs e anche la prima esecuzione della composizione di Goldie Sine Tempore (Senza Tempo) commissionata dalla BBC. La creazione di questo lavoro è stata descritta in due parti nella Serie Classic Goldie sulla BBC 2.
Nel settembre 2009 il coro, aumentato dal Coro di Londra, registrò 50 grandi brani di musica classica con la LPO sotto David Parry alla Henry Wood Hall. Questa registrazione "solo da scaricare", pubblicata nel dicembre 2009, fu la prima per il LPC. Questa registrazione è classificata al 4º posto nelle classifiche dei classici da Gramophone Magazine del 30 ottobre 2010.
Il primo impegno del coro sotto la LPO diretta dal Direttore Ospite Principale Yannick Nézet-Séguin avvenne nel mese di aprile 2009 con l'esecuzione di Ein deutsches Requiem di Brahms con la LPO alla Royal Festival Hall. Questa esecuzione fu registrata per l'etichetta LPO e pubblicata il 29 marzo 2010.
Come parte della stagione n. 115 della BBC Prom, il coro partecipò di nuovo ad Doctor Who Prom il 24 luglio che fu ripreso il giorno seguente. Il Prom inoltre presentò la BBC National Orchestra of Wales con i direttori Ben Foster e Grant Llewellyn con musiche di Murray Gold.
Nel giugno 2014 Sir Mark Elder è diventato il terzo Presidente del coro.

## Esecuzioni principali
| Data dell'esecuzione              | Compositore                              | Rappresentazione                                                         | Orchestra / Gruppo                                                                                   | Direttore              | Teatro                          | Occasione |
| --------------------------------- | ---------------------------------------- | ------------------------------------------------------------------------ | --- | ---------------------- | ------------------------------- | --- |
| 15 maggio 1947                    | Ludwig van Beethoven                     | Nona Sinfonia                                                            | LPO                                                                                                  | Victor de Sabata       | Royal Albert Hall               | LPC Debut |
| 12 ottobre 1947                   | Igor Stravinsky                          | Sinfonia di Salmi                                                        | LPO                                                                                                  | Ernest Ansermet        | Royal Opera House Covent Garden | Prima incisione del LPC |
| 20 marzo 1948 21 marzo 1948       | Ralph Vaughan Williams                   | Sancta Civitas                                                           | BBCSO                                                                                                | Sir Adrian Boult       | Maida Vale Studios              | Prima Trasmissione del LPC |
| 20 marzo 1948 21 marzo 1948       | Giuseppe Verdi                           | Stabat Mater                                                             | BBCSO                                                                                                | Sir Adrian Boult       | Maida Vale Studios              | Prima Trasmissione del LPC |
| 13 ottobre 1949                   | Ernest Bloch                             | Sacred Service (Avodath Hakodesh)                                        | LPO                                                                                                  | Ernest Bloch           | Royal Albert Hall               | London Première |
| 9 marzo 1950                      | Benjamin Britten                         | Spring Symphony                                                          | LPO                                                                                                  | Eduard van Beinum      | Royal Albert Hall               | UK Première |
| 30 giugno 1951                    | Edmund Rubbra                            | Festival Te Deum                                                         | LPO                                                                                                  | Frederic Jackson       | Royal Festival Hall             | World Première and closing event of the Art Council's 'Season of the Arts' (Festival of Britain)                                                                                         |
| 20 giugno 1952                    | Franz Reizenstein                        | Voices of Night                                                          | LPO                                                                                                  | Sir Adrian Boult       | Maida Vale Studios              | UK Première Broadcast |
| 26 agosto 1952                    | Igor Stravinsky                          | Sinfonia di Salmi                                                        | LPO                                                                                                  | Basil Cameron          | Royal Albert Hall               | First LPC Performance at The Proms |
| 3 giugno 1953                     | Malcolm Arnold                           | Sinfonia n. 2                                                            | LPO                                                                                                  | Sir Adrian Boult       | Royal Festival Hall             | UK Première |
| 7 ottobre 1953                    | Ralph Vaughan Williams                   | Serenade to Music                                                        | LPO                                                                                                  | Ralph Vaughan Williams | Royal Albert Hall               | LPO's 21st anniversary concert |
| 19 novembre 1954                  | Albert Roussel                           | Aeneas                                                                   | LPO                                                                                                  | Jean Martinon          | Royal Festival Hall             | UK Première |
| 10 giugno 1955                    | Samuel Barber                            | Prayers of Kierkegaard (Op.30)                                           | LPO                                                                                                  | Massimo Freccia        | Royal Festival Hall             | UK Première |
| 20 novembre 1955                  | Stanley Bate                             | Sinfonia n. 4                                                            | LPO                                                                                                  | Sir Adrian Boult       | Royal Festival Hall             | World Première |
| 5 febbraio 1956                   | Sergei Prokofiev                         | La favola del fiore di pietra (Orchestral Suite)                         | LPO                                                                                                  | Anatole Fistoulari     | Royal Festival Hall             | UK Première |
| 16 marzo 1956                     | Ludwig van Beethoven                     | Der glorreiche Augenblick (The Glorious Moment Op. 136)                  | LPO                                                                                                  | Hermann Scherchen      | Royal Festival Hall             | UK Première |
| 6 ottobre 1957                    | Ralph Vaughan Williams                   | Serenade to Music                                                        | LPO                                                                                                  | Sir Adrian Boult       | Royal Festival Hall             | LPO's 25th anniversary and LPC's 10th anniversary concert |
| 6 ottobre 1957                    | Gustav Holst                             | The Planets                                                              | LPO                                                                                                  | Sir Adrian Boult       | Royal Festival Hall             | LPO's 25th anniversary and LPC's 10th anniversary concert |
| 2 giugno 1959                     | Igor Stravinsky                          | The Lamentations of Jeremiah                                             | LPO                                                                                                  | William Steinberg      | Royal Festival Hall             | UK Première |
| 13 dicembre 1960                  | Frank Martin                             | Le Mystère de la Nativité (The Mystery of the Nativity)                  | LPO                                                                                                  | Jaroslav Krombholc     | Royal Festival Hall             | UK Première |
| 24 giugno 1961                    | Havergal Brian                           | Sinfonia n. 1 in Re minore "The Gothic"                                  | Polyphonia Symphony Orchestra                                                                        | Bryan Fairfax          | Westminster Central Hall        | World Première |
| 26 ottobre 1961                   | Ludwig van Beethoven arr. Herbert Zipper | Elegischer Gesang (Elegy for choir and organ)                            | LPO                                                                                                  | Sir Adrian Boult       | Royal Festival Hall             | UK Première |
| 18 febbraio 1962                  | William Walton                           | Gloria                                                                   | LPO                                                                                                  | Malcolm Sargent        | Royal Festival Hall             | London Première |
| 17 aprile 1962                    | Paul Hindemith                           | An American Requiem (When Lilacs Last in the Dooryard Bloom'd)           | LPO                                                                                                  | Paul Hindemith         | Royal Festival Hall             | UK Première |
| 2 gennaio 1966                    | William Walton                           | The Twelve                                                               | LPO                                                                                                  | William Walton         | Abbazia di Westminster          | UK Première (Orchestral Version) |
| 29 ottobre 1963                   | Pablo Casals                             | El Pessebre (The Manger)                                                 | LPO                                                                                                  | Pablo Casals           | Royal Festival Hall             | UK Première |
| 24 maggio 1966                    | Franz Schmidt                            | The Book with Seven Seals                                                | Polyphonia Symphony Orchestra                                                                        | Bryan Fairfax          | Royal Festival Hall             | UK Première |
| 28 gennaio 1970                   | Ludwig van Beethoven                     | Choral Fantasia                                                          | LPO                                                                                                  | Bernard Haitink        | Royal Festival Hall             | Royal Philharmonic Society bicentenary concert |
| 28 gennaio 1970                   | Ludwig van Beethoven                     | Nona Sinfonia                                                            | LPO                                                                                                  | Bernard Haitink        | Royal Festival Hall             | Royal Philharmonic Society bicentenary concert |
| 7 marzo 1972                      | David Bedford                            | Star clusters, Nebulae and Places in Devon                               | LPO Brass                                                                                            | John Alldis            | Royal Festival Hall             | World Première Commissioned work |
| 1 marzo 1977                      | William Walton                           | Belshazzar's Feast                                                       | LPO                                                                                                  | Georg Solti            | Royal Festival Hall             | William Walton's 75th Birthday and Solti's last LPO concert |
| 18 settembre 1977                 | Gustav Mahler                            | Sinfonia n. 2 Ressurrezione                                              | LPO                                                                                                  | Bernard Haitink        | Royal Festival Hall             | Concert for Haitink's 10th Anniversary as LPO's Principal Conductor |
| 8 ottobre 1977                    | Joseph Horovitz                          | Samson                                                                   | Various Brass Bands                                                                                  | Joseph Horovitz        | Royal Albert Hall               | World Première for Royal Silver Jubilee Festival Concert and National Brass Band Festival                                                                                                |
| 28 settembre 1986                 | Benjamin Britten                         | War Requiem                                                              | BBCSO                                                                                                | John Pritchard         | Royal Albert Hall               | Part of the Britten Tippett Festival |
| 6 luglio 1987                     | Gustav Holst                             | Hymn of Jesus                                                            | Guildford Philharmonic Orchestra                                                                     | Richard Cooke          | Royal Festival Hall             | LPC's 40th anniversary concert |
| 6 luglio 1987                     | Carl Orff                                | Carmina Burana                                                           | Guildford Philharmonic Orchestra                                                                     | Richard Cooke          | Royal Festival Hall             | LPC's 40th anniversary concert |
| 10 dicembre 1988                  | Olivier Messiaen                         | Saint François d'Assise (San Francesco d'Assisi)                         | LPO                                                                                                  | Kent Nagano            | Royal Festival Hall             | UK Première (Complete concert performance) |
| 22 aprile 1995                    | Arvo Pärt                                | Litany: Prayers of St John Chrysostom for Each Hour of the Day and Night | LPO                                                                                                  | Roger Norrington       | Queen Elizabeth Hall            | UK Première with the Hilliard Ensemble |
| 13 maggio 1997                    | Ralph Vaughan Williams                   | Sea Symphony                                                             | LPO                                                                                                  | Neville Creed          | Royal Albert Hall               | LPC 50th Anniversary Concert |
| 16 settembre 1999                 | Thomas Adés                              | America: A Prophecy                                                      | LPO                                                                                                  | Kurt Masur             | Royal Festival Hall             | London Première |
| 5 ottobre 2002                    | Richard Fitzhugh                         | Where Everything is Music                                                | Richard Pearce (Organ)                                                                               | Neville Creed          | Mote Hall, Maidstone            | World Première for The Mayor of Maidstone's Charity Concert |
| 15 ottobre 2003                   | Julian Anderson                          | I saw Eternity                                                           | (a cappella)                                                                                         | Neville Creed          | St Botolph's Aldgate            | World Première |
| 17 gennaio 2004                   | John Harbison                            | Abraham                                                                  | Orchestra Sinfonica di Pittsburgh                                                                    | Sir Gilbert Levine     | Paul VI Audience Hall, Vaticano | World Première at the 'Papal Concert of Reconciliation' |
| 8 maggio 2005                     | Benjamin Britten                         | War Requiem                                                              | LPO                                                                                                  | Kurt Masur             | Royal Festival Hall             | Concert for 60th Anniversary of the end of World War II and last performance at the Royal Festival Hall prior to refurbishment.                                                          |
| 23 agosto 2006                    | Mark-Anthony Turnage                     | A Relic of Memory                                                        | LPO                                                                                                  | Vladimir Jurovskij     | Royal Albert Hall               | UK Première for BBC The Proms 53. |
| 13 maggio 2007                    | Johann Sebastian Bach                    | Lobet den Herrn                                                          | (a cappella)                                                                                         | Neville Creed          | Queen Elizabeth Hall            | LPC 60th Anniversary Concert |
| 13 maggio 2007                    | Anton Bruckner                           | Bruckner Motets                                                          | (a cappella)                                                                                         | Neville Creed          | Queen Elizabeth Hall            | LPC 60th Anniversary Concert |
| 13 maggio 2007                    | Wolfgang Amadeus Mozart                  | Requiem                                                                  | LPO                                                                                                  | Vladimir Jurovskij     | Queen Elizabeth Hall            | LPC 60th Anniversary Concert |
| 11 giugno 2007                    | Julian Anderson                          | Alleluia                                                                 | LPO                                                                                                  | Vladimir Jurovskij     | Royal Festival Hall             | World Première for the Royal Festival Hall gala reopening and LPO's 75th Anniversary season.                                                                                             |
| 4 aprile 2009                     | Johannes Brahms                          | Ein deutsches Requiem                                                    | LPO                                                                                                  | Yannick Nézet-Séguin   | Royal Festival Hall             | First collaboration with LPO Principal Guest Conductor |
| 1 agosto 2009                     | Goldie                                   | Sine Tempore                                                             | BBC Concert Orchestra                                                                                | Charles Hazelwood      | Royal Albert Hall               | BBC Commission; World Première for BBC Evolution! The Proms (Prom 21 and 23). |
| 28 gennaio 2012                   | Prokofiev                                | Ivan the Terrible                                                        | LPO                                                                                                  | Vladimir Jurovskij     | Royal Festival Hall             | World Première (arrangement by Levon Atovmyan) as part of "Prokofiev: Man of the people?" Festival.                                                                                      |
| 25 giugno 2012 and 26 giugno 2012 | Hector Berlioz                           | Grande Messe des Morts                                                   | LSO, LSC                                                                                             | Sir Colin Davis        | St Paul's Cathedral             | 50th Anniversary of the City of London Festival with London Symphony Chorus |
| 29 agosto 2012                    | Herbert Howells                          | Hymnus Paradisi                                                          | BBC SO, BBC SC                                                                                       | Martyn Brabbins        | Royal Albert Hall               | BBC Proms Première (Prom 61) |
| 10 agosto 2014                    | William Walton arr. Christopher Palmer   | Henry V - a musical scenario after Shakespeare                           | Academy of St Martin in the Fields, Trinity Boys Choir, Stephen Disley (Organ), John Hurt (Narrator) | Sir Neville Marriner   | Royal Albert Hall               | BBC Proms Première of Palmer arrangement (Prom 32) and Sir Neville Marriner at age 90, holds record for oldest conductor at the proms.                                                   |
| 27 ottobre 2014                   | Malcolm Forsyth                          | A Ballad of Canada                                                       | LPO                                                                                                  | Pinchas Zukerman       | Royal Festival Hall             | UK Première. The concert commemorated British and Canadian soldiers who served in the First World War. Also dedicated to Corporal Nathan Frank Cirillo who was killed on 22 ottobre 2014 |
| 30 luglio 2015                    | Ralph Vaughan Williams                   | Sancta Civitas                                                           | The Hallé, The Hallé Choir, Hallé Youth Choir, Trinity Boys Choir, Iain Paterson, Robin Tritschler   | Sir Mark Elder         | Royal Albert Hall               | BBC Proms Première (Prom 17) |

## Tour Internazionali
| Data di esecuzione                           | Località                                                       | Paese           | Direttore                          | Orchestra / Gruppo | Repertorio                                                        | Occasione                                                                                    |
| -------------------------------------------- | -------------------------------------------------------------- | --------------- | ---------------------------------- | --- | ----------------------------------------------------------------- | -------------------------------------------------------------------------------------------- |
| 26 agosto 1979                               | Rathausplatz, Wilhelmshaven                                    | Germania        | Fregatten-Kapitän Hermann Goldbeck | Marinemusikkorps Nordsee | Bruckner Messa n. 2 (Mi Minore)                                   | Church Service "Jesus Christ the beautiful world"' for the "Wochenende an der Jade" Festival |
| 22 settembre 1985                            | Chiesa Di San Domenico, Perugia                                | Italia          | Klaus Tennstedt                    | LPO | Nona di Beethoven                                                 |                                                                                              |
| 23 settembre 1985                            | Chiesa Di San Domenico, Perugia                                | Italia          | Klaus Tennstedt                    | LPO | Haydn La Creazione                                                |                                                                                              |
| 24 settembre 1985                            | Teatro Grande, Pompei                                          | Italia          | Klaus Tennstedt                    | LPO | Nona di Beethoven                                                 |                                                                                              |
| 8 dicembre 1988                              | Opéra national de Lyon                                         | Francia         | Kent Nagano                        | LPO | San Francesco d'Assisi (Saint Francis of Assisi)                  |                                                                                              |
| 17 marzo 1994                                | Teatro Roméo, Murcia                                           | Spagna          | Jeremy Jackman                     | Hertfordshire Chamber Orchestra | Haydn Te Deum Beethoven Messa in do                               |                                                                                              |
| 18 marzo 1994                                | Teatro Arriaga, Bilbao                                         | Spagna          | Jeremy Jackman                     | Hertfordshire Chamber Orchestra | Haydn Te Deum Beethoven Messa in do                               |                                                                                              |
| 25 aprile 1998                               | Teatro Real, Madrid                                            | Spagna          | García Navarro                     | Orquesta Sinfonica De Madrid | Michael Tippett A Child of Our Time                               |                                                                                              |
| 24 febbraio 2000                             | Palau De La Música, Valencia                                   | Spagna          | García Navarro                     | Orquesta de Valencia | Beethoven Missa Solemnis                                          |                                                                                              |
| 25 febbraio 2000 26 febbraio 2000            | Teatro Real, Madrid                                            | Spagna          | García Navarro                     | Orquesta de Valencia | Beethoven Missa Solemnis                                          |                                                                                              |
| 15 giugno 2000                               | Dům Kultury, Teplice                                           | Repubblica Ceca | Ulrich Backofen                    | Radio Sinfonia Orchestra Warszawa | Verdi Requiem                                                     | Saxon Bohemian Music Festival                                                                |
| 16 giugno 2000                               | Kreuzkirche, Dresda                                            | Germania        | Ulrich Backofen                    | Radio Sinfonia Orchestra Warszawa | Verdi Requiem                                                     | Saxon Bohemian Music Festival                                                                |
| 28 dicembre 2000                             | St. Mary's Basilica, Kraków (Kosciól Mariacki)                 | Polonia         | Gilbert Levine                     | (A Capella) | Bogurodzica (Mother of God)                                       | 1000 Year Anniversary of the Diocese of Kraków                                               |
| 28 dicembre 2000                             | St. Mary's Basilica, Kraków (Kosciól Mariacki)                 | Polonia         | Gilbert Levine                     | LPO | Beethoven Ninth                                                   | 1000 Year Anniversary of the Diocese of Kraków                                               |
| 7 gennaio 2003                               | Teatro Guimerá, Santa Cruz de Tenerife                         | Spagna          | Víctor Pablo Pérez                 | Orquesta Sinfónica de Tenerife | Verdi Requiem                                                     | XIX Festival de Música de Canarias                                                           |
| 9 gennaio 2003                               | Auditorio Alfredo Kraus, Las Palmas de Gran Canaria            | Spagna          | Víctor Pablo Pérez                 | Orquesta Sinfónica de Tenerife | Verdi Requiem                                                     | XIX Festival de Música de Canarias                                                           |
| 17 gennaio 2004                              | Paul VI Audience Hall, Città del Vaticano                      | Italia          | Gilbert Levine                     | Pittsburgh Sinfonia Orchestra | Mahler Sinfonia n. 2 John Harbison's Abraham                      | Papal Concert of Reconciliation                                                              |
| 15 aprile 2004 16 aprile 2004                | Hong Kong Cultural Centre Concert Hall, Hong Kong              | Cina            | Samuel Wong                        | Hong Kong Philharmonic Orchestra | La Creazione                                                      |                                                                                              |
| 26 aprile 2004                               | Théâtre du Châtelet, Parigi                                    | Francia         | Esa-Pekka Salonen                  | Philharmonia Orchestra | Mahler Sinfonia n. 2                                              |                                                                                              |
| 15 gennaio 2005                              | Athens Concert Hall, Atene                                     | Grecia          | Kurt Masur                         | LPO | Beethoven Ninth                                                   |                                                                                              |
| 17 giugno 2005 18 giugno 2005 19 giugno 2005 | Dewan Filharmonik Petronas, Kuala Lumpur                       | Malaysia        | Jaap van Zweden                    | Malaysian Philharmonic Orchestra | Alto Rhapsody Beethoven Ninth                                     |                                                                                              |
| 21 giugno 2005                               | Dewan Filharmonik Petronas, Kuala Lumpur                       | Malaysia        | Neville Creed                      | Iain Farrington (organ) | various                                                           |                                                                                              |
| 24 giugno 2005 25 giugno 2005                | Perth Concert Hall                                             | Australia       | Matthias Bamert                    | West Australian Sinfonia Orchestra | Beethoven Missa Solemnis                                          |                                                                                              |
| 29 luglio 2005                               | Cologne Cathedral                                              | Germania        | Gilbert Levine                     | Royal Philharmonic Orchestra | Beethoven Missa Solemnis                                          | World Youth Day 2005                                                                         |
| 6 settembre 2005                             | Kultur- und Kongresszentrum Luzern, Lucerna                    | Svizzera        | Kurt Masur                         | LPO | Nona di Beethoven                                                 |                                                                                              |
| 24 novembre 2005                             | St John Lateran, Roma                                          | Italia          | Paolo Olmi                         | LPO | Rossini Stabat Mater                                              | Roma IV Festival Internazionale di Musica e Arte Sacra                                       |
| 21 febbraio 2008                             | St. John's Cathedral, Hong Kong                                | Cina            | Neville Creed                      | Iain Farrington (organ) | various                                                           |                                                                                              |
| 23 febbraio 2008                             | Hong Kong Cultural Centre                                      | Cina            | Edo de Waart                       | Hong Kong Philharmonic Orchestra | Stravinsky's Sinfonia di Salmi, Rachmaninoff's The Bells          | Hong Kong Arts Festival                                                                      |
| 1 gennaio 2009                               | Bartók Béla Nemzeti Hangversenyterem, Palace of Arts, Budapest | Ungheria        | Ádám Fischer                       | LPO | Haydn La Creazione                                                |                                                                                              |
| 20 aprile 2012                               | Le Palais des Sports, Le Touquet-Paris-Plage                   | Francia         | George Pehlivanian                 | Orchestra of The Academy of Music, Ljubljana, Orchestra of The Academy of Music, Riga, Orchestra of The Teresa Berganza Conservatoire, Madrid | Beethoven Ninth                                                   | Touquet International Music Masters                                                          |
| 28 febbraio 2013                             | Théâtre des Champs-Élysées, Parigi                             | Francia         | Vladimir Jurovskij                 | LPO | Kurt Weill's Die Dreigroschenoper                                 |                                                                                              |
| 2 marzo 2014                                 | Théâtre des Champs-Elysées, Paris                              | France          | Vladimir Jurovskij                 | LPO | Beethoven Ninth                                                   |                                                                                              |
| 3 maggio 2014                                | Le Palais des Sports, Le Touquet-Paris-Plage                   | Francia         | George Pehlivanian                 | Orchestre des Lauréats de l’Ecole Supérieure de Musique de Catalogne                                                                          | Mozart Requiem                                                    | Touquet International Music Masters                                                          |
| 11 marzo 2016                                | Palais des Beaux-Arts (BOZAR)                                  | Bruxelles       | Vladimir Jurovskij                 | LPO | Szymanowski's Stabat Mater, op. 53 Zemlinsky's Psalm XXIII, op.14 | Klara Festival, Brussels International Music                                                 |